# Romano Levi
Romano Levi (* 24. November 1928 in Campodolcino, Italien; † 1. Mai 2008 in Neive, Italien) war ein italienischer Künstler und Grappaproduzent.

## Biografie
Bereits seit dem 17. Jahrhundert war ein Zweig der Familie Levi, jüdischen Ursprungs, in der Gegend von Campodolcino als Grappa-Brenner tätig. Serafino Levi, verheiratet mit Teresina Balbo, ließ sich 1925 in Neive nieder und gründete dort eine Brennerei. Das Paar hatte zwei Kinder, Romano und Lidia (1925–2010).
Romano erlernte das Handwerk der Destillation von seinem Vater, der 1933 starb. Als 1945 auch seine Mutter starb, übernahm Romano mit 17 Jahren zusammen mit seiner Schwester die Destillerie, die er bis zu seinem Tod 2008 betrieb.
Bekannt wurde Levi einerseits durch seinen außergewöhnlichen Grappa, der viele prominente Fans hatte, andererseits durch seine Etiketten, die er seit Anfang der 1960er Jahre selbst von Hand anfertigte.
Levi war nie verheiratet und hinterließ keine Kinder. Er vermachte seinen Besitz, darunter zahlreiche Flaschen seines Grappas, der Stadt Neive; die Brennerei wurde zu einem Museum umgestaltet.

## Der Grappa
Als einer der letzten Destillateure brannte Levi seinen Grappa direkt über dem offenen Feuer. Levi arbeitete mit einem einzigen Brenngerät. Der zum Brennen benötigte Weintraubentrester wurde von Winzern aus der Umgebung geliefert. Der frisch gebrannte Grappa wurde in einem Fass aus Akazienholz gelagert.
Auch heute noch werden in der modernisierten Brennerei verschiedene Grappa-Sorten der Marke „Levi Serafino“ produziert. Auch Originalflaschen aus dem Erbe Romano Levis sind noch im Handel.

## Die Etiketten
Für seine Etiketten benutzte Romano Levi Papier, das gerade verfügbar war. Seine Schwester riss die Etiketten in die gewünschte Größe, und Levi beschrieb und bemalte jedes Etikett von Hand, bevor er es auf die Grappa-Flasche klebte.
Die meisten Etiketten tragen die handschriftlichen Produktdaten und einige einfache grafische Elemente (Kategorie 1). In wenigen Fällen schrieb Levi ein kleines Gedicht dazu (Kategorie 2). Ganz selten sind Etiketten mit einer Zeichnung der „Donna selvatica“, seiner wilden Traumfrau aus den Wäldern (Kategorie 3). Je nach Kategorie schwankt der Preis einer Flasche Grappa von Romano Levi.